# Вама-Сяке
Вама-Сяке (рум. Vama Seacă) — село у повіті Алба в Румунії. Входить до складу комуни Хопирта.
Село розташоване на відстані 270 км на північний захід від Бухареста, 40 км на північний схід від Алба-Юлії, 54 км на південний схід від Клуж-Напоки.

## Населення
За даними перепису населення 2002 року у селі проживали 234 особи.
Національний склад населення села:
| Національність | Кількість осіб | Відсоток |
| -------------- | -------------- | -------- |
| румуни         | 227            | 97,0%    |
| угорці         | 7              | 3,0%     |

Рідною мовою назвали:
| Мова      | Кількість осіб | Відсоток |
| --------- | -------------- | -------- |
| румунська | 227            | 97,0%    |
| угорська  | 7              | 3,0%     |